# Megacyllene magna
Megacyllene magna är en skalbaggsart som beskrevs av Di Iorio 1998. Megacyllene magna ingår i släktet Megacyllene och familjen långhorningar. Inga underarter finns listade i Catalogue of Life.